# 庙台乡
庙台乡，是中华人民共和国宁夏回族自治区石嘴山市惠农区下辖的一个乡镇级行政单位。

## 行政区划
庙台乡下辖以下地区：
省悟村、寇家桥村、静安村、李岗村、东永固村、通丰村和乐土岭村。